# Rhadinoloricaria macromystax
Rhadinoloricaria macromystax är en fiskart som först beskrevs av Günther, 1869.  Rhadinoloricaria macromystax ingår i släktet Rhadinoloricaria och familjen Loricariidae. Inga underarter finns listade i Catalogue of Life.